# ジブリル・バソレ

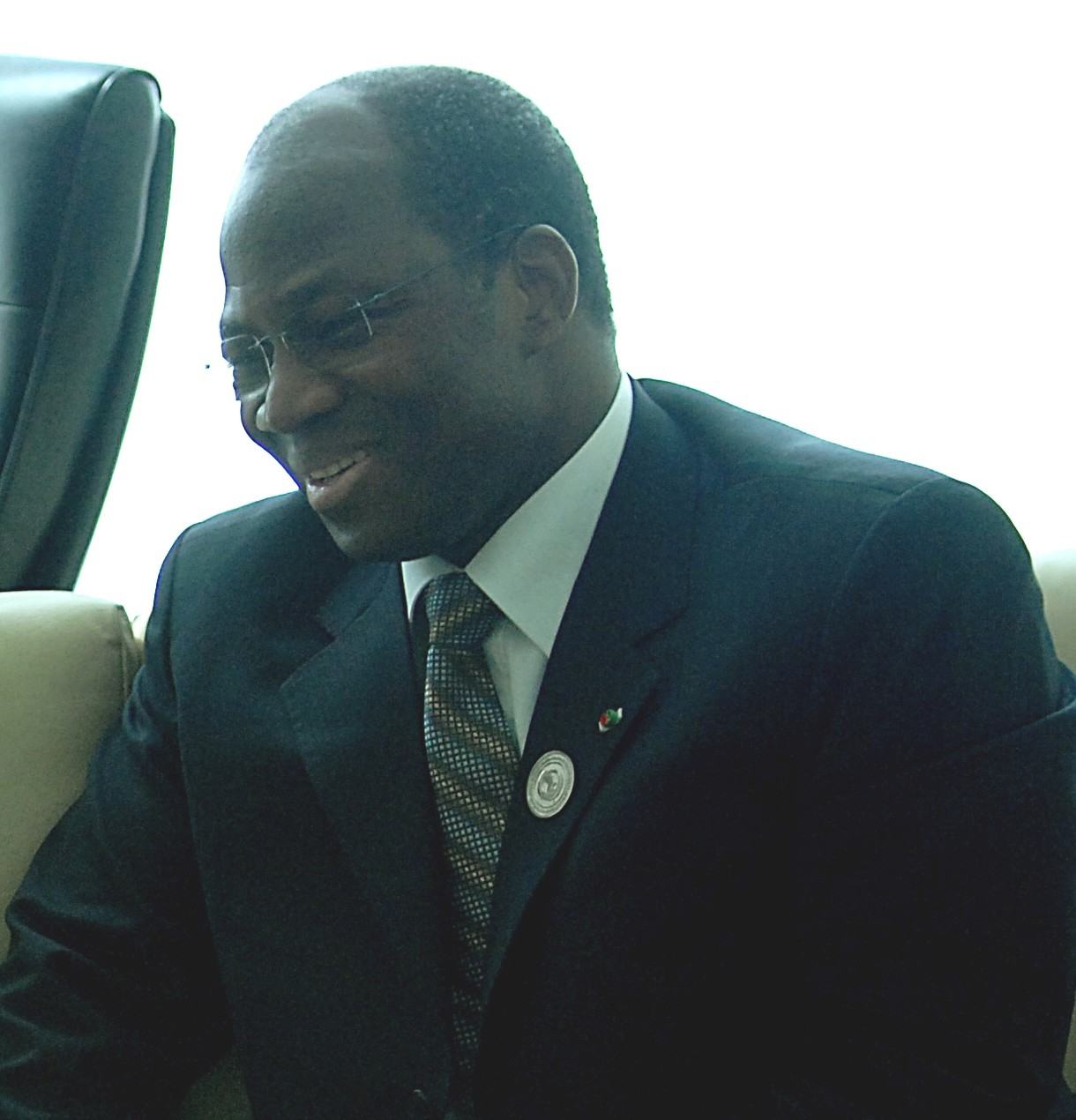
ジブリル・イペネ・バソレ（2008年）

ジブリル・イペネ・バソレ（フランス語: Djibril Yipènè Bassolé、1957年11月30日 - ）ブルキナファソの政治家、外交官。ブルキナファソ政府において、2000年から2007年まで安全保障担当大臣、2007年から2008年まで外務・地域協力担当大臣を務めた。バソレは、2008年から2011年までダルフールのためのアフリカ連合と国連の共同首席調停者を務め、2011年から2014年まで2度目の外務大臣として政府に勤務した。2013年5月9日、トルコのアンカラで同国外相のアフメト・ダウトオールと共に記者会見を行っている最中に気を失い倒れ、その後入院した。

## 経歴
1. ↑  “CV at the website of the Foreign Ministry” (フランス語). 2007年12月9日時点のオリジナルよりアーカイブ。2007年8月6日閲覧。.